# رودخانه گندکی
رودخانه گندکی (انگلیسی: Gandaki River) که به نام‌های نارایان و گندک نیز شناخته می‌شود، یکی از رودخانه‌های مهم نپال و از شاخه‌های سمت چپ رود گنگ در هند است. کل حوضه آبریز آن ۴۶۳۰۰ کیلومتر مربع (۱۷۹۰۰ مایل مربع) است که بیشتر آن در نپال است.